# کانسای سوپر
کانسای سوپر (انگلیسی: Kansai Super) شرکت خرده‌فروشی ژاپنی است، که در سال ۱۹۵۹ تأسیس شد.